# Quelimane
Quelimane – miasto w środkowym Mozambiku, ośrodek administracyjny prowincji Zambezia, nad Kanałem Mozambickim. Według spisu z 2017 roku liczy 246,9 tys. mieszkańców. 
W mieście rozwinął się przemysł spożywczy, włókienniczy oraz drzewny.

## Miasta partnerskie
- Setúbal